# موازنة تحميل الشبكة
موازنة تحميل شبكة الاتصال (يشار إليها عادة باسم التوجيه WAN المزدوج أو متعددة) هو القدرة على التوازن المرور عبر اثنين WAN الروابط دون الاستخدام المعقدة لبروتوكولات التوجيه مثل BGP.
تعمل هذه الإمكانية على موازنة جلسات الشبكة مثل الويب والبريد الإلكتروني وما إلى ذلك.
. عبر اتصالات متعددة من أجل توزيع مقدار عرض النطاق الترددي المستخدمة من قبل كل LAN المستخدم، وبالتالي زيادة إجمالي عرض النطاق الترددي المتوفر. على سبيل المثال، لدى المستخدم اتصال WAN فردي بالإنترنت يعمل بمعدل 1.5 ميغابت / ثانية.  وهم يرغبون في إضافة اتصال برودباند ثاني (cable, DSL, لاسلكي، الخ.) يعمل بسرعة 2.5 ميغابت/ثانية.هذا من شأنه أن يوفر لهم ما مجموعه 4Mbit/s من عرض النطاق الترددي عند موازنة الدورات.
يعمل توازن الجلسة على تحقيق ذلك، حيث يوازن بين الجلسات عبر كل رابط WAN. عندما تتصل متصفحات الويب بالإنترنت، فإنها تفتح عادة جلسات متعددة، واحدة للنص، وآخر للصورة، وآخر لصورة أخرى، إلخ.
هذه الدورات يمكن أن تكون متوازنة في جميع الاتصالات المتوفرة. يستخدم تطبيق FTP جلسة واحدة فقط حتى لا يكون متوازناً؛ ومع ذلك، إذا تم إجراء اتصال FTP ثانوي،  قد يكون متوازن بحيث المرور الموزعة عبر اثنين من مختلف اتصالات وبالتالي يوفر زيادة في الإنتاجية.
بالإضافة إلى ذلك، يتم استخدام موازنة تحميل الشبكة بشكل شائع لتوفير تكرار الشبكة بحيث أنه في حالة انقطاع اتصال WAN ، لا يزال الوصول إلى موارد الشبكة متاحًا عبر الوصلة (الروابط) الثانوية. التكرار هو شرط أساسي لخطط استمرارية العمل و عموما تستخدم بالاقتران مع التطبيقات الهامة مثل  VPNs و VoIP.
وأخيرًا، تشتمل معظم أنظمة موازنة حمل الشبكة أيضًا على القدرة على الموازنة بين كل من حركة المرور الصادرة والواردة. يتم إجراء توازن التحميل الداخلي بشكل عام عبر نظام أسماء النطاقات الديناميكي الذي يمكن أن يكون مضمنًا في النظام أو يتم توفيره بواسطة خدمة أو نظام خارجي. يعتقد بشكل عام أن وجود خدمة DNS الديناميكية داخل النظام أفضل من توفير التكاليف ووجهة التحكم الشاملة.

## مايكروسوفت
مايكروسوفت قد اشترت أيضا التكنولوجيا التي سميت موازنة تحميل شبكة الاتصال (NLB) والتي تتيح الاستخدام الفعال لبطاقات الشبكة المتعددة. MS  NLB في احادي أو في وضع الإرسال المتعدد  حيث في وضع الإرسال المتعدد يمكنك تمكين IGMP التطفل.
MS NLB تم عرضه لأول مرة في Windows NT server لنشر حركة المرور على مضيفين متعددين دون الحاجة إلى موازن تحميل يستند إلى أجهزة، على سبيل المثال. عند استضافة تطبيق خادم ويب مشغول حيث لن يتمكن مضيف واحد من إدارة جميع الزيارات. وفي التطبيقات الأكثر حداثة، سيتم استخدامه في مجموعات  Windows ل Hyper-V أو Microsoft SQL Server

### الإرسال الوضعية،
في الإرسال وضع MS NLB يعيد تعيين المحطات عنوان MAC (الذي ينطبق على مجموعات عنوان IP) الظاهري عنوان MAC وكل NIC's في NLB استخدام نفس عنوان MAC. هذا الإعداد سوف يسبب كل حركة المرور الواردة عن الكتلة إلى أن غمرت المياه إلى جميع منافذ التبديل كما أحادية الإرسال غير معروف إطارات: حتى أن يستضيف أن يتم الانضمام في المجموعة. للحفاظ على الفيضانات الحد الأدنى سوف تحتاج إلى استخدام مخصصة VLAN الكتلة.

### وضع الإرسال المتعدد
وثمة خيار آخر هو جعل NLB في وضع الإرسال المتعدد. أحادي الإرسال IPv4 عنوان المجموعة مرتبط الإرسال المتعدد عنوان MAC. المضيفين في الكتلة لن إرسال حركة المرور إلى التبديل باستخدام عنوان MAC هذا مع الكتلة عنوان IPv4 حتى واحد سوف تحتاج إلى إنشاء static ARP الدخول على جهاز التوجيه (الطبقة 3) في تعلق الشبكة. ليس كل البائعين سوف يسمح لك لإنشاء آرب الدخول حيث يمكنك استخدام IP أحادي الإرسال عنوان الإرسال المتعدد عنوان MAC. سيسكو تنشر بعض الأمثلة على كيفية إعداد MS NLB على محفز مفاتيح تشغيل دائرة الرقابة الداخلية وهذه الأمثلة نفسها يمكن أن تستخدم مفاتيح من العديد من الشركات الأخرى. كما هو الحال مع NLB في وضع الإرسال: حركة المرور الواردة نحو الكتلة سوف تكون غمرت المياه إلى جميع الموانئ في التبديل/VLAN وليس كل البائعين دعم هذا الإعداد. للحد من الفيضانات، MS NLB الآن يدعم IGMP والتي ينبغي أن تؤدي إلى مفاتيح التعلم المنافذ التي هي في الواقع باستخدام عنوان الإرسال المتعدد، لكن هذا لا يؤدي دائما إلى النتيجة المرجوة. على سبيل المثال، PowerConnect متعدد الطبقات ومفاتيح رسميا لا يدعم MS NLB في الإرسال المتعدد. على الرغم من أنه لا عمل، سوف يؤدي إلى استخدام وحدة المعالجة المركزية عالية - التي تؤثر على (البعض) حركة المرور في التبديل وعلى مفاتيح أخرى قد قيود أخرى مثل أن التبديل الذي NLB Nic متصلة لا يمكن أن يكون نفس التبديل التي لا توجيه IP.

## موازنة تحميل الخادم
عندما خوادم متعددة وانضم إلى إنشاء المجموعة. مجموعات يمكن استخدام «موازنة حمل الشبكة» حيث المتزامن العنقودية طلب توزع بين ملقمات نظام المجموعة.
جولة روبن DNS سجلات هو نموذج واحد من المجموعة موازنة التحميل. وهو يعمل عن طريق خلق عدة سجلات المضيف (عادة و/أو AAAA) على آلة واحدة. كما العملاء تقديم طلبات DNS تدور من خلال قائمة السجلات.
وبالإضافة إلى ما ذكر من قبل، لتكوين ملقم المحطة الطرفية كتلة واحدة يحتاج إلى موازنة التحميل التكنولوجيا مثل موازنة تحميل شبكة الاتصال (NLB) أو DNS round robin. تحميل موازنة الحل سيتم توزيع اتصالات العميل إلى كل من «ملقمات المحطة الطرفية».
جلسة عمل ملقم المحطة الطرفية الدليل هو ميزة تسمح للمستخدمين بسهولة وإعادة الاتصال تلقائيا إلى قطع الدورة في موازنة التحميل «ملقم المحطة الطرفية» مزرعة. الدورة الدليل يحتفظ قائمة من الدورات فهرستها من قبل المستخدم واسم الملقم. وهذا يتيح للمستخدم بعد قطع اتصال جلسة لإعادة الصحيح «ملقم المحطة الطرفية» حيث قطع الدورة يقيم من أجل استئناف العمل في تلك الدورة. هذا إعادة الاتصال سوف تعمل حتى لو كان المستخدم يتصل من جهاز كمبيوتر عميل آخر.